# أوجيني دوفال
أوجيني دوفال (بالفرنسية: Eugénie Duval)‏ هي دراجة فرنسية، ولدت في 3 مايو 1993 في إفرو في فرنسا.

## وصلات خارجية
- أوجيني دوفال على موقع الاتحاد الدولي للدراجات (الإنجليزية)
- أوجيني دوفال على موقع أرشيف الدراجات (الإنجليزية)
- أوجيني دوفال على موقع إحصائيات الدراجات الإحترافية (الإنجليزية)
- أوجيني دوفال على موقع نسبة الدراجات (الإنجليزية)
- أوجيني دوفال على موقع CycleBase (الإنجليزية)
- أوجيني دوفال على موقع اللجنة الأولمبية الفرنسية (مؤرشف) (الفرنسية)